# Horst-Dieter Weyrauch
Horst-Dieter Weyrauch (* 1936) ist ein ehemaliger deutscher Kommunalpolitiker (CDU). Er war von 1991 bis 1994 Bürgermeister der Kreisstadt Wernigerode am Harz.

## Leben
Der gelernte Elektromaschinenbauer qualifizierte sich zum Ingenieur für Schiffselektronik, zum Ingenieur für Automatisierungstechnik und zum Diplomingenieur. Weyrauch übte seit 1964 mehrere leitende Funktionen im VEB Steremat „Hermann Schlimme“ in Berlin-Lichtenberg aus, zuletzt als staatlicher Leiter der Technischen Kontroll-Organisation (TKO) des Amtes für Standardisierung, Messwesen und Warenprüfung (ASMW). Er engagierte sich auch in der Kammer der Technik (KDT) und war ab Februar 1981 KDT-Vorsitzender im VEB Steremat.
1976 trat er der CDU bei und wurde Vorsitzender der CDU-Ortsgruppe in Berlin-Karlshorst. Im November 1981 wurde er als Nachfolger von Dietrich Voigtberger zunächst amtierender Vorsitzender und im Mai 1982 Vorsitzender des CDU-Kreisverbandes Berlin-Lichtenberg. Im Dezember 1989 war er Delegierter des Sonderparteitages der CDU in Berlin. Am 25. Februar 1990 wurde er von der III. Tagung des CDU-Parteivorstandes als Kandidat der CDU zu den Volkskammerwahlen am 18. März 1990 im Wahlkreis Berlin aufgestellt. Der 14. Listenplatz reichte jedoch nicht für einen Sitz in der Volkskammer.
Von Mai 1991 bis 1994 war er Bürgermeister von Wernigerode.
Weyrauch förderte Chorgesang und -musik, die seinen Lebensweg begleiteten. So war er nach dem Ende des Zweiten Weltkrieges im Vorbereitungschor des Thomanerchores.
Er zog nach Potsdam, wo er als Verwaltungsleiter in der Stadtverwaltung arbeitete und u. a. 2005 Gründungsmitglied des Bauvereins Neue Synagoge wurde.

## Auszeichnungen
- 1985 Otto-Nuschke-Ehrenzeichen in Bronze[8]